# بخش کارلوس، شهرستان داگلاس، مینه سوتا
بخش کارلوس (به انگلیسی: Carlos Township) یک منطقهٔ مسکونی در ایالات متحده آمریکا است که در شهرستان داگلاس، مینه‌سوتا واقع شده‌است.
 بخش کارلوس ۹۱٫۶ کیلومتر مربع مساحت و ۱٬۹۱۲ نفر جمعیت دارد و ۴۱۵ متر بالاتر از سطح دریا واقع شده‌است.